# Bronäs
Bronäs är en herrgård i Norra Härene socken i Lidköpings kommun, Västergötland.
Bronäs ligger 10 kilometer söder om Lidköping och vid Bronäsbäcken som karaktäriseras av mycket djupa och breda raviner. Huvudbyggnaden nybyggdes 1996 efter en brand.
Bronäs sätesgård är känd sedan 1506 då den var i häradshövdingen i Valle härad Lindorm Brunssons (Forstenaätten) ägo. Den äldste friliggande källaren är från 1660-talet och går under namnet "Torstensons vinkällare".
Ladugård och magasin i fyra våningar uppbyggdes efter åsknedslag på 1930-talet. År 1959 omvandlades Bronäs kvarn (Flian) till vattenkraftverk, men denna totalförstördes vid en brand 1982.